# Józef (Kurcewicz)
Józef, nazwisko świeckie Kurcewicz (zm. 5 czerwca?/15 czerwca 1642 w okolicach Kazania) – biskup Rosyjskiego Kościoła Prawosławnego.

## Życiorys
W 1621 został wyświęcony na biskupa włodzimiersko-brzeskiego przez patriarchę jerozolimskiego Teofana. W 1625 uciekł z Rzeczypospolitej do Rosji, według różnych źródeł z powodu ucisku polskich władz. Zdaniem W. Pietruszki Józef zbiegł z Włodzimierza, gdyż całkowicie zdyskredytował się w oczach wiernych swoim niemoralnym zachowaniem i nieokreślonymi związkami z unitami, zaś w Rosji fałszywie przedstawił siebie jako ofiarę ucisku wyznaniowego. Patriarcha Filaret powierzył mu zarząd eparchii suzdalskiej.
W 1634 Józef został pozbawiony urzędu przez nowego patriarchę moskiewskiego i całej Rusi Joazafa, po przeprowadzonym przez niego śledztwie w sprawie prowadzenia przez hierarchę niemoralnego trybu życia. Józef został zmuszony do zamieszkania w Monasterze Antoniewo-Sijskim, lecz nie odebrano mu godności biskupiej. Jeszcze w tym samym roku z klasztoru, w którym osadzono byłego biskupa suzdalskiego napłynęły informacje o braku zmiany w jego zachowaniu, wskutek czego został przeniesiony do Monasteru Sołowieckiego. W 1642, już po śmierci patriarchy Joazafa, Józef został na własne życzenie przeniesiony do Ziłantowskiego Monasteru Zaśnięcia Matki Bożej k. Kazania.